# Pierre-Victor Malouet
Pierre-Victor Malouet (Riom, 11 febbraio 1740 – 7 settembre 1814) è stato un politico e un proprietario terriero francese, fra i capi della fazione realista ed uno dei firmatari del trattato di Whitehall.

## Biografia
Figlio del balivo di Puy-de-Dôme, nel biennio 1754-1756 frequenta il Collège de Juilly e poi segue studi di diritto. Opta però per una carriera diplomatica, venendo mandato a Lisbona nel 1758 e venendo in contatto col Marchese di Pombal. Nel 1763 viene nominato intendente della Marina a Rochefort, e comincia una spola con la colonia di Saint-Domingue, dove occupa cariche istituzionali divenendone vicecommissario, trova moglie e diviene proprietario di estese proprietà terriere, che destina in massima parte alla canna da zucchero.
Nel 1776 diviene commissario della Guyana francese, dove cerca di aumentare la produttività e di attrarre nuovi coloni: l'anno successivo si reca per sette settimane in Guyana olandese con la moglie, per decidere del futuro di 200 cimarroni fuggiti dalla colonia, e criticando il trattamento riservato dagli olandesi ai loro schiavi in base a quanto da lui stesso osservato visitando 26 piantagioni. Sulla via del ritorno, rischia di essere catturato da corsari inglesi durante la Guerra d'indipendenza americana che nel frattempo è scoppiata, ma riesce a sfuggire alla cattura e fa ritorno in Francia. Qui diviene intendente della marina a Tolone e comincia ad occuparsi di politica, prendendo parte all'allora acceso dibattito sulla schiavitù schierandosi a favore di quest'ultima e pubblicando nel 1788 il saggio Mémoire sur l'esclavage des négres, che gli varrà l'accesso al club Massiac. Nello stesso periodo crea un proprio club, denominato club des Impartiaux ("club degli imparziali"), che ben presto diverrà un blub di monarchici in opposizione al club dei Giacobini. Frattanto, nel 1780, diventa padre di Louis Antoine Victor Malouet, che diverrà prefetto durante il Primo Impero.
Nel 1789, viene eletto deputato del terzo stato per la circoscrizione di Riom agli Stati Generali, dando luogo ad infuocate oratorie a difesa delle minoranze monarchiche, in gran parte pubblicati nel Mercure de France. Nel 1792, dopo la giornata del 10 agosto 1792 è costretto a riparare in Inghilterra, dove non cessa la propria attività politica e nel 1793 ispira e firma il trattato di Whitehall, col quale i proprietari terrieri inglesi e quelli francesi residenti nelle colonie di Saint-Domingue, Guadalupa e Martinica s'impegnano a mantenere lo status quo nei propri possedimenti, specialmente per quanto concernente l'emancipazione degli schiavi, in cambio del passaggio di questi territori sotto le insegne dell'Impero britannico.
Rientra in Francia nel 1801 grazie all'amnistia degli Émigrés concessa da Napoleone Bonaparte in seguito al colpo di Stato del 18 brumaio e nel 1803 viene nominato commissario generale della marina di stanza ad Anversa dopo la spedizione di Saint-Domingue, e nel 1810 diventa barone e consigliere di Stato, partecipando attivamente a partire dal giugno dello stesso anno all'opera di ammodernamento e rafforzamento della marina voluto dall'Imperatore, spingendolo ad aumentare il volume di affari coi Paesi scandinavi (cosa che Napoleone evitava per non deteriorare i rapporti con l'Impero russo) ma in seguito osteggiando la campagna di Russia. Nel 1812 è costretto a lasciare il proprio posto, ma con la Restaurazione diventa ministro della marina di Luigi XVIII, carica che svolge per breve tempo poiché viene nominato il 13 maggio 1814 e spira il 7 settembre 1814: lascia una raccolta di memorie, cominciata nel 1808, con il preciso ordine testamentario di non pubblicarle prima che fossero passati vent'anni dalla sua morte, desiderio che verrà esaudito con la loro pubblicazione nel 1868.

## Opere
- Collection de ses opinions à l'Assemblée Nationale (1791–1792, 3 volumi)
- Collection de mémoires et correspondences officielles sur l'administration des colonies et notamment sur la Guerre française et hollandaise (1802, 5 volumi)
- Mémoire sur l'esclavage des negres dans les possessions françaises (1788)
- Examen de cette question: Quel sera pour les colonies de l'Amerique le resultat de la revolution française? (1797)